# تضمين نبضي مرمز
التضمين النبضي المُرمز هو أحد الوسائل المستخدمة لتحويل عينات الإشارات التناظرية إلى إشارات رقمية (ديجيتال)، وقد ابتكر هذه الطريقة (أليك ريفز) في عام 1937، وتُعد هذه الطريقة هي المُستخدمة بشكل واسع في نقل المواد السمعية الرقمية في أجهزة الكمبيوتر وأقراص الـ Blu-ray والأقراص المدمجة العادية والـ DVD، هذا إلى جانب استعمالاتها الأخرى في أنظمة الهواتف الرقمية. وإشارات التضمين النبضي الشفري (PCM) عبارة عن تمثيل رقمي للإشارات التناظرية، وفيها يتم استخلاص المعلومات من الإشارة المستمرة عن طريق تقطيع هذه الإشارة إلى عينات مأخوذة على أزمنة قصيرة جداً ومنتظمة، حيث يتم تكميم quantization كل عيّنة لأقرب قيمة لها ضمن نطاق من الخطوات الرقمية.
ولتيار الإشارة المعدّل خاصيتان تحددان دقته وتماثل ما يحمله من معلومات مع الإشارة التناظرية الأصلية: أما الخاصية الأولى فهي معدل التعيين sampling rate، وهو عدد المرات التي تؤخذ فيها العينات في الثانية الواحدة؛ وعمق البتات bit depth، والذي يحدد عدد القيم الرقمية الممكنة التي تستطيع كل عيّنة أن تأخذها.

## التضمين

تعديل وتكميم إحدى الإشارات (ملونة بالأحمر) إلى إشارة رقمية مؤلفة من أربعة خانات ثنائية 4-bit

في الشكل الموضح، يتم أخذ وتكميم العيّنات من موجة الجيب sine wave (المنحنى الأحمر) لتعديل إشارتها إلى إشارة رقمية. وتُؤخذ العينات بتقطيع الإشارة على أزمنة قصيرة جداً ومنتظمة، تظهر على هيئة نقاط على المحور السيني. ومع كل عيّنة، تُؤخذ إحدى القيم المتغيرة (التي تمثلها النقاط الموزعة على المحور السيني) بناء على خوارزمية معينة، وهذا ما يؤدي لتقطيع الإشارة الداخلة بشكل كامل (المنطقة المظللة) لأجزاء منفصلة يسهل تشفيرها كبيانات رقمية من أجل تخزينها أو إرسالها.فبالنسبة لمثال موجة الجيب على اليمين، نستطيع التحقق من أن القيم المكمّمة عند لحظات التعيين هي 7، 9، 11، 12، 13، 14، 14، 15، 15، 15، 14، الخ. وعند تشفير هذه القيم إلى أرقام ثنائية binary numbers، ستنتج المجموعة التالية من الكتل الرباعية nibbles:
00111 (23×0+22×1+21×1+20×1=0+4+2+1=7), 1001, 1011, 1100, 1101, 1110, 1110, 1111, 1111, 1111, 1110, إلخ.
ويمكن فيما بعد معالجة هذه القيم الرقمية أو تحليلها بواسطة معالج إشارات رقمي (DSP) خاص أو معالج إشارات عمومي. كما يمكن مضاعفة عدة دفقات من الإشارات النبضية المعدّلة إلى تدفقات بيانات مجمعة أكبر حجمًا، وذلك بصفة عامة لنقل عدة تدفقات من خلال رابط مادي (فيزيائي) واحد. ومن الوسائل المستخدمة في ذلك تقنية التنضيد بالتقسيم الزمني time-division multiplexing (أو TDM)، وهي تُستخدم على نطاق واسع، خاصة في نظم الهواتف العامة الحديثة. وثمة تقنية أخرى يطلق عليها اسم التنضيد بالتقسيم الترددي frequency-division multiplexing، حيث تُعطى الإشارة تردد معين ينتمي لطيف من الترددات، ثم يتم نقلها إلى جانب إشارات أخرى داخل الطيف. وفي الوقت نفسه، يُستخدم التنضيد بالتقسيم الترددي (TDM) بشكل أكثر انتشارًا من التنضيد بالتقسيم الزمني FDM وذلك لتوافقيته الطبيعية مع نظم الاتصالات الرقمية ومُلائمته بصفة عامة لمتطلبات التقليل في السعات bandwidth.
وثمة طرق كثيرة لإنشاء جهاز حقيقي ينجز هذه المهمة. وفي النظم الواقعية، من الشائع تنفيذ مثل هذه الأجهزة على الدوائر المتكاملة الأحادية integrated circuit والتي تفتقد فقط الساعة (المؤقّتات) الضرورية لإجراء عملية التعيين (أخذ العينات) ويطلق على هذا الجهاز اسم (المحول التناظري الرقمي ADC). وتتضمن مخرجات هذه الأجهزة تمثيلاً ثنائيًا للمدخلات متى تم حثها بواسطة إشارة ساعة، حيث يقوم حينئذ أحد المعالجات بقراءتها.

## فك التضمين
من أجل استخلاص المخرجات من عيّنات البيانات، يتم تطبيق عملية التضمين بشكل عكسي. فبعد مرور كل فترة تعيين، تتم قراءة القيمة التالية ثم تُحول إحدى الإشارات إلى القيمة الجديدة. ونتيجة لهذه الانتقالات، فإن الإشارة ستتضمن قدرًا كبيرًا من الطاقة عالية التردد. ولتحقيق السلاسة في الإشارات وإزالة التداخلات الترددية غير المرغوبة، يتم تمرير الإشارة من خلال مرشحات تناظرية LPF تقوم بثبيط الطاقة خارج نطاق الترددات المتوقع (أي الأكبر من تردد نايكيست Nyquist وهو {\displaystyle f_{s}/2}). وتستخدم بعض الأنظمة الترشيح الرقمي digital filtering للتخلص من هذه التداخلات، وتُحوّل الإشارة من رقمية إلى تناظرية عند معدل تعيين أكبر بحيث يكون المرشح التناظري المطلوب لمنع الشوشرة والتداخل أكثر بساطة. وفي بعض النظم، لا تتم أي عمليات ترشيح؛ فنظرًا لأنه من المستحيل إعادة إنتاج أي إشارة بسعة لا نهائية، فإن فقدان الإشارات الضمنية في النظام يقوم بالتعويض عن الإشارات الصنعية artifacts – حيث يمكن القول ببساطة أن النظام لا يحتاج لكثير من الدقة. وتشير نظرية التعيين sampling theorem إلى أن أجهزة التضمين النبضي PCM بوسعها عندما يتوافر تردد تعيين أكبر بشكل كاف من تردد الإشارة الداخلة، أن تعمل بدون إحداث أي تشويهات كبيرة ضمن نطاق تردداتها المُصمم.
وتتشابه البنية الإلكترونية المستخدمة في إنتاج الإشارات التناظرية الدقيقة من البيانات المنفصلة مع البنية المستخدمة في الإشارات الرقمية. وهذه الأجهزة عبارة عن محولات للإشارات الرقمية إلى تناظرية DACs، وتعمل بشكل مشابه للمحولات من التناظري إلى الرقمي ADCs. وهي تقوم بإنتاج فولتية أو تيار (اعتمادًا على النوع) يمثل القيمة الموجودة في مُدخلاتها، ثم يتم بعد ذلك ترشيح وتضخيم المخرجات من أجل استخدامها.

## الحدود والقيود
ثمة مصدرين للضعف في أي نظام للتعديل النبضي الشفري:
- يؤدي اختيار قيمة منفصلة مجاورة للإشارة التناظرية في كل عيّنة إلى حدوث الأخطاء التكميمية quantization error، والتي تتأرجح بين –q/2 و q/2. وفي الحالات المثالية (مع المحوّل التناظري-الرقمي الخطي ADC) يتوزع هذا الخطأ بشكل منتظم على امتداد هذه الفترة، وبمتوسط صفر وبتباين قيمته q2/12.
- عدم قياس الإشارة بين العيّنات؛ حيث تضمن نظرية التعيين sampling دقة عملية التمثيل واسترداد الإشارة فقط في حالة إذا لم تحتو على طاقة عند التردد fs/2 أو أعلى (أي نصف تردد التعيين، والذي يُعرف باسم تردد ناكيست)؛ أما الترددات الأعلى فلن يتسنى تمثيلها أو استردادها بشكل صحيح.

ونظرًا لاعتماد العيّنات على عامل الزمن time، فإننا نجد أن توافر ساعة توقيت دقيقة أمر ضروري من أجل الاستخلاص الدقيق للإشارة. فإذا لم تكن ساعة التشفير أو فك التشفير مستقرة، فإن انجراف التردد frequency drift سوف يؤثر بشكل مباشر على جودة مخرجات الجهاز. ولا تمثل الاختلافات الطفيفة بين ترددات ساعة التشفير وساعة فك الشفرة أي مشكلات كبيرة؛ ذلك أن الأخطاء الصغيرة المستقرة لا تكون قابلة للملاحظة. ويصبح خطأ الساعة مشكلة كبيرة فقط إذا لم تكن الساعة مستقرة. حيث تتسبب أي ساعة منجرفة، حتى مع الأخطاء الصغيرة نسبيًا، في حدوث تشوهات واضحة للغاية في الإشارات الصوتية والمرئية.
معلومات إضافية:
تتطلب بيانات التضمين النبضي الشفري الخاصة بإشارة معينة ذات ترددات ساعة غير قابلة للتأثر وجود ساعة توقيت دقيقة عند الطرف التشفيري لضمان استخدام كافة البيانات في تيار مستمر بدون أن يحدث نقص أو تكدس في امتلاء مخزن الإشارات المؤقت. وأي تفاوت في الترددات سوف يكون مسموعًا عند المخرج نظرًا لأن عدد العينات لكل فترة زمنية لا يمكن أن يكون صحيحًا. ويمكن توجيه سرعة البيانات في أي قرص مدمج من خلال سيرفو servo يقوم بضبط سرعة دوران القرص: وهنا تكون ساعة المخرجات هي الساعة الرئيسية. أما بالنسبة لكافة الأنظمة «الرئيسية الخارجية» مثل DAB، يجب تشفير تيار المخرجات بساعة متجددة ومتزامنة بشكل دقيق. وعندما يختلف معدل التعيين المرغوب للمخرجات عن ساعة تدفق البيانات الداخلة يكون من اللازم إدخال محول لمعدل التعيين في السلسلة لتحويل العينات إلى حقل الساعة الجديدة.

## التحويل الرقمي كجزء من عملية التضمين النبضي الشفري
في النظام التقليدي للتعديل النبضي الشفري، قد يتم معالجة الإشارة التناظرية (من خلال ضغط السعة amplitude مثلاً) قبل أن يتم تحويلها رقمياً. وبمجرد إتمام التحويل الرقمي للإشارة، يتم إخضاع إشارة التضمين النبضي في العادة لمزيد من عمليات المعالجة (مثل الضغط الرقمي للبيانات).
ويُعرف التضمين النبضي الشفري من خلال التكميم الخطي بـ «التضمين الخطي»).
Linear PCM.
وبعض أنواع التضمين النبضي الشفري تجمع بين معالجة الإشارة وبين التشفير. وكانت النسخ الأقدم من هذه الأنظمة تطبق عملية المعالجة في الحقل التناظري كجزء من عملية التحويل من تناظري إلى رقمي A/D؛ أما التطبيقات الأحدث فتقوم بنفس الوظيفة في الحقل الرقمي. وقد توقف العمل بهذه التقنيات البسيطة نتيجة لنشوء التقنيات العصرية للضغط الصوتي audio compression القائم على التحويل.
- [[يقوم التضمين النبضي الشفري التفاضلي (أو DPCM) بتشفير قيم التضمين النبضي الشفري PCM إلى اختلافات بين القيمة الحالية والقيمة المتوقعة. ويقوم أحد اللوغاريتمات بالتنبؤ بالعينة التالية بناءً على العينات السابقة، أما المُشفّر فيقوم فقط بتخزين الاختلاف بين هذا التنبؤ وبين القيمة الفعلية. فإذا كان التوقع معقولاً، يمكن استخدام بتات أقل لتمثيل نفس المعلومات. أما بالنسبة للمواد السمعية، فيسهم هذا النوع من التشفير في خفض عدد البتات المطلوب في كل عيّنة بنسبة 25% مقارنة بالتضمين النبضي الشفري.
- يعد التضمين النبضي الشفري التفاضلي المتكيف (Adaptive DPCM) أحد أنواع الـ DPCM ويقوم بتنويع حجم خطوة التكميم لتحقيق المزيد من الخفض في السعة المطلوبة لنسبة إشارة إلى شوشرة ratio signal-to-noise معينة.
- يعد تعديل دلتا Delta modulation أحد أشكال التضمين النبضي الشفري التفاضلي DPCM التي تستخدم بتة واحدة فقط في كل عيّنة.

وفي نظم الاتصالات الهاتفية، يتم تشفير الإشارة الصوتية المعيارية للمكالمة التليفونية الواحدة إلى 8000 عيّنة تناظرية في الثانية، كل منها مؤلف من ثمانية خانات ثنائية 8 bits، وبما يعطي في النهاية إشارة رقمية بقيمة 64 كيلوبيت/ثانية تعرف بـ DS0. ويكون التشفير الافتراضي لضغط الإشارة على DS0 إما μ-law (mu-law) (في أمريكا الشمالية واليابان) أو A-law (في أوروبا ومعظم باقي دول العالم). وهناك أنظمة ضغط لوغاريتمية يتم فيها ربط رقم العيّنة الخطية للـ PCM ذات الـ 12 أو 13 خانة ثنائية 12 or 13-bit بأحد القيم ذات الثمانية خانات ثنائية 8-bit. وتضع المواصفة الدولية G.711 مواصفات هذا النظام. وقد تم التخلى عن إحدى المقترحات البديلة التي تتضمن تمثيل النقطة العائمة floating point representation، والتي قيمة الجزء العشري فيها خمس بتات mantissa 5-bit والجذر ثلاث بتات 3-bit radix.
ومتى كانت تكلفة الدوائر مرتفعة وخسارة جودة الصوت مقبولة، قد يُلجأ إلى المزيد من ضغط الإشارة الصوتية. وهنا يستخدم لوغاريتم الـ ADPCM للربط الدالّي لسلسلة من عينات 8-bit µ-law أو A-law PCM إلى سلسلة من عينات الـ ADPCM رباعية الخانات الثنائية. وبهذه الطريقة، تتم مضاعفة سعة الخط. ونجد تفصيلاً بهذه التقنية في المواصفة G.726.
وقد اكتشف لاحقاً إمكانية تحقيق المزيد من الضغط، ونشرت مواصفات إضافية في هذا الصدد. وبعض هذه المواصفات الدولية تصف الأنظمة والأفكار التي تغطيها براءات اختراعات خاصة ومن ثم فإن استخدام هذه المواصفات يستلزم سداد المستحقات لأصحاب هذه البراءات.
وتُستخدم بعض تقنيات الـ ADPCM في نقل الصوت عبر الإنترنت Voice over IP.

## التشفير بهدف نقل الإشارة
يمكن للتعديل النبضي الشفري أن يكون بنظام العودة إلى الصفر return-to-zero (RZ) أو بنظام عدم العودة إلى الصفر non-return-to-zero (NRZ). ولكي تتم مزامنة أي نظام عدم عودة إلى الصفر باستخدام المعلومات الموجودة داخل النطاق in-band، ينبغي ألا تكون هناك تتابعات طويلة من الرموز المتشابهة، مثل الآحاد أو الأصفار. وفي أنظمة التضمين النبضي الشفري الثنائية، تُسمى كثافة الرموز -1 "1-symbols" باسم «كثافة الآحاد» ones-density.
ويتم التحكم في كثافة الآحاد باستخدام تقنيات التشفير المُسبق precoding مثل التشفير محدد الطول والسعة run-length limited، حيث يتم توسيع شفرة التضمين النبضي الشفري PCM إلى شفرة أطول قليلاً مع وضع تقييد مضمون على كثافة الآحاد قبل إجراء عملية التضمين إلى القناة. وفي حالات أخرى، تتم إضافة بتات تأطير framing bits إضافية إلى تدفق البيانات، وهو ما يضمن تحويلات رمزية دورية على الأقل.
ومن الطرق الأخرى المُستخدمة في التحكم في كثافة الآحاد استخدام جهاز التشويش كثير الحدود scrambler polynomial على البيانات الخام والذي يقوم بتحويل البيانات إلى شكل شبه عشوائي، ولكن يتم استعادة البيانات الخام مرة أخرى من خلال عكس تأثير عملية التشويش. وفي هذه الحالة، يمكن أن تظهر أسطر طويلة من الأصفار أو الآحاد في خارج الإشارة، ولكنها تظل بعيدة الاحتمال بما يكفي لأن تقع ضمن حدود السماحية الهندسية الطبيعية.
وفي حالات أخرى، تكون قيمة التيار المستمر DC طويلة الأجل للإشارة المعدّلة مهمة، ذلك أن مراكمة عملية معادلة التيار المستمر DC offset سوف يؤدي لحرْف دوائر الكشّاف عن نطاقها التشغيلي. وفي هذه الحالة يتم اتخاذ إجراءات خاصة لرصد تأثير التعادل التراكمي للتيار المستمر، ولتعديل الشفرات عند الضرورة لجعل عملية التعادل تعود دائمًا إلى الصفر.
والكثير من هذه الشفرات هي عبارة عن شفرات ثنائية القطب bipolar، حيث تكون النبضات إما موجبة أو سالبة أو غائبة. وفي شفرة عكس العلامة المتناوب alternate mark inversion النموذجية، تتناوب قيمة النبضات اللاصفرية بين العلامتين الموجبة والسالبة. وقد يتم انتهاك هذه القواعد من أجل توليد رموز خاصة لاستخدامها في التأطير أو غيرها من الأغراض الخاصة.

## تاريخ التضمين النبضي الشفري
في تاريخ الاتصالات الكهربائية، كان من أولى الأسباب الداعية لتعيين الإشارات signal sampling هو تنضيد العينات من مصادر تلغرافية مختلف، ونقلها على سلك تلغرافي أوحد. وقد نقل التنضيد بالتقسيم الزمني (TDM) للاستخدام في مطلع عام 1853، على يد المخترع الأمريكي (موسيز ج. فارمر). وقد استخدم المهندس الكهربائي (و. م. ماينر) في عام 1903 الموصّل الكهروميكانيكي commutator للتنضيد بالتقسيم الزمني للإشارات التلغرافية المتعددة، كما قام بتطبيق هذه التقنية كذلك على الاتصالات الهاتفية. وقد استطاع الحصول على أصوات حديث مفهومة من القنوات التي تم تعيينها بمعدل يعلو على 3500-4300 هرتز: أما عند المستويات الأقل من ذلك، فكانت الجودة غير مرضية. كان هذا هو التنضيد بالتقسيم الزمني، ولكنه كان أقرب إلى نظام التضمين بنبضات السعة pulse-amplitude modulation (PAM) عنه إلى التضمين النبضي الشفري (PCM).
وفي عام 1926، اخترع (بول م. ريني) من شركة (ويسترن إليكتريك) جهاز الفاكسيميلي والذي نقل إشارته باستخدام تعديل نبضي تشفيري خماسي الخانات الثنائية 5-bit، وتم التشفير باستخدام محوّل بصري ميكانيكي للإشارات التناظرية إلى رقمي. بيد أن الآلة الجديدة لم تدخل مجال الإنتاج التجاري. وقد فكر المهندس البريطاني (أليك ريفز) في استخدام التضمين النبضي الشفري في توصيل الصوت في عام 1937 أثناء عمله لصالح مؤسسة الهاتف والتلغراف الدولية (ITT Corporation) في فرنسا. وقد وصف النظرية ومزاياها، وبدون أن يترتب على ذلك أي استخدام تطبيقي. وقد تقدم (ريفز) لنيل براءة اختراع فرنسية عام 1938، وقد منح براءة اختراع أمريكية في عام 1943.
كانت أول عملية نقل للمحادثات قد تمت بواسطة تقنيات رقمية من خلال جهاز التشفير SIGSALY vocoder التي استخدم في الاتصالات عالية المستوى بين دول الحلفاء خلال الحرب العالمية الثانية منذ عام 1943. وفي عام 1943، أصبح الباحثون في معامل (بيل لابس) الذين صمموا نظام SIGSALY على وعي بالانتشار الذي حظي به نظام التشفير الثنائي الخاصة بالتضمين النبضي الشفري على نحو ما طرحه (أليك ريفز). وفي عام 1949، ولصالح نظام DATAR الخاص بالبحرية الكندية، قامت شركة Ferranti Canada ببناء نظام راديو يقوم على التضمين النبضي الشفري، وكان قادرًا على نقل بيانات الرادار الرقمية على المسافات الطويلة.
وقد استخدم التضمين النبضي الشفري في أواخر الأربعينات ومطلع الخمسينات أنبوب تشفير يعمل بآشعة الكاثود بإلكترود صفيحي يتضمن ثقوب تشفيرية. وكما هو الحال مع مرسام الذبذبات oscilloscope، كان يتم دفع الشعاع أفقيًا عند معدل التعيين فيما كان يتم التحكم في الانحراف الرأسي من خلال الإشارة التناظرية الداخلة، وبما يجعل الشعاع يمر خلال أجزاء أعلى أو أخفض من الصفيحة المثقوبة. وكانت الصفيحة تقوم بجمع أو تمرير الشعاع، ومنتجة تباينات في الشفرة الثنائية، بمعدل بتة واحدة في كل مرة. وبدلاً من النظام الثنائي الطبيعي، كانت شبكة أنبوب (جودال) تثقب لإنتاج (شفرة جراي) خالية من العيوب الفنية، وكانت تنتج كافة البتات بشكل متزامن باستخدام شعاع مروحي بدلاً من شعاع ماسح.
وكانت جمعية التميز الوطنية للمخترعين قد قامت بتكريم كل من (برنارد م. أوليفر)
و (كلود شانون)
لاختراعهما التضمين النبضي الشفري،
على النحو الموصوف في البراءة التي تحمل العنوان ‘نظام اتصالات يستخدم التضمين النبضي الشفري’، ورقمها 2801281 والتي قدمت في 1946 و 1952، ومنحت في عام 1956. وقد قدم مخترع آخر وهو (جون ر. بيرس) طلب لبراءة اختراع أخرى تحمل نفس العنوان في عام 1945، وصدرت في عام 1948: وهي تحمل الرقم 2437707 (الولايات المتحدة). وقد نشر ثلاثتهم كتاب «فلسفة التضمين النبضي الشفري» في عام 1948.
وقد جرى استخدام التضمين النبضي الشفري في اليابان من قبل (دينون) في عام 1972 من أجل تطوير وإنتاج التسجيلات الفونوغرافية التناظرية، وذلك باستخدام مسجل بشريط رباعي الإشارة (2 بوصة) وذلك لنقل هذه التسجيلات، ولكن لم يجر تطويرها إلى منتج استهلاكي.

## التسميات
تشير كلمة (نبضة) في المصطلح (التضمين النبضي الشفري) إلى «النبضات» الموجودة في خط النقل، وهي ربما تكون إحدى التبعات الطبيعية لهذه التقنية والتي تطورت إلى جانب طريقتين تناظريتين أخرى تين وهما تعديل عرض النبضات pulse-width modulation وتعديل موقع النبضات pulse-position modulation، وفيها يتم تمثيل المعلومات المقرر تشفيرها بواسطة نبضات إشارية منفصلة تكون متباينة العرض أو الموقع على التوالي. وفي هذا الصدد، نجد أن التضمين النبضي الشفري لا يشبه هذه الأنواع الأخرى من تشفير الإشارات إلا في مناح قليلة، بيد أن كلها تشترك في قابليتها للاستخدام في التنضيد بالتقسيم الزمني، ويتم تمثيل الأرقام الثنائية لشفرات التضمين النبضي الشفري كنبضات كهربائية. ويُطلق على الجهاز الذي يجري عملية التشفير وفك الشفرة في دائرة هاتفية اسم codec.

## قراءات إضافية
- Franklin S. Cooper (1969). "Computer-controlled PCM system for investigation of dichotic speech perception". Journal of the Acoustical Society of America. ج. 46: 115. DOI:10.1121/1.1972688. {{استشهاد بدورية محكمة}}: الوسيط author-name-list parameters تكرر أكثر من مرة (مساعدة)
- Ken C. Pohlmann (1985). Principles of Digital Audio (ط. 2nd). Carmel, Indiana: Sams/Prentice-Hall Computer Publishing. {{استشهاد بكتاب}}: الوسيط غير المعروف |الرقم المعياري= تم تجاهله يقترح استخدام |ردمك= (مساعدة)
- D. H. Whalen, E. R. Wiley, فيليب روبين, and فرانكلين إس. كوبر (1990). "The Haskins Laboratories pulse code modulation (PCM) system". Behavior Research Methods, Instruments, and Computers. ج. 22 ع. 6: 550–559. DOI:10.3758/BF03204440.{{استشهاد بدورية محكمة}}:  صيانة الاستشهاد: أسماء متعددة: قائمة المؤلفين (link)
- Bill Waggener (1995). Pulse Code Modulation Techniques (ط. 1st). New York, NY: Van Nostrand Reinhold. {{استشهاد بكتاب}}: الوسيط غير المعروف |الرقم المعياري= تم تجاهله يقترح استخدام |ردمك= (مساعدة)
- Bill Waggener (1999). Pulse Code Modulation Systems Design (ط. 1st). Boston, MA: Artech House. {{استشهاد بكتاب}}: الوسيط غير المعروف |الرقم المعياري= تم تجاهله يقترح استخدام |ردمك= (مساعدة)

## وصلات خارجية
- PCM description on MultimediaWiki
- Ralph Miller and Bob Badgley invented multi-level PCM independently in their work at Bell Labs on سيغسالي  [لغات أخرى]‏: U.S. Patent 3٬912٬868 filed in 1943: N-ary Pulse Code Modulation.
- Information about PCM: A description of PCM with links to information about subtypes of this format (for example تضمين نبضي مشفر), and references to their specifications.

قالب:Bit-encoding